# Przełęcz Wurzen
Przełęcz Wurzen (słoweń. Korensko sedlo, niem. Wurzenpass) – przełęcz w paśmie Karawanki, części Południowych Alp Wapiennych. Przełęcz leży na wysokości 1073 m n.p.m. na granicy Austrii i Słowenii. Przebiegająca przez nią droga łączy Arnoldstein w Karyntii na północy z Kranjską Gorą w Górnej Krainie na południu.

## Linki zewnętrzne

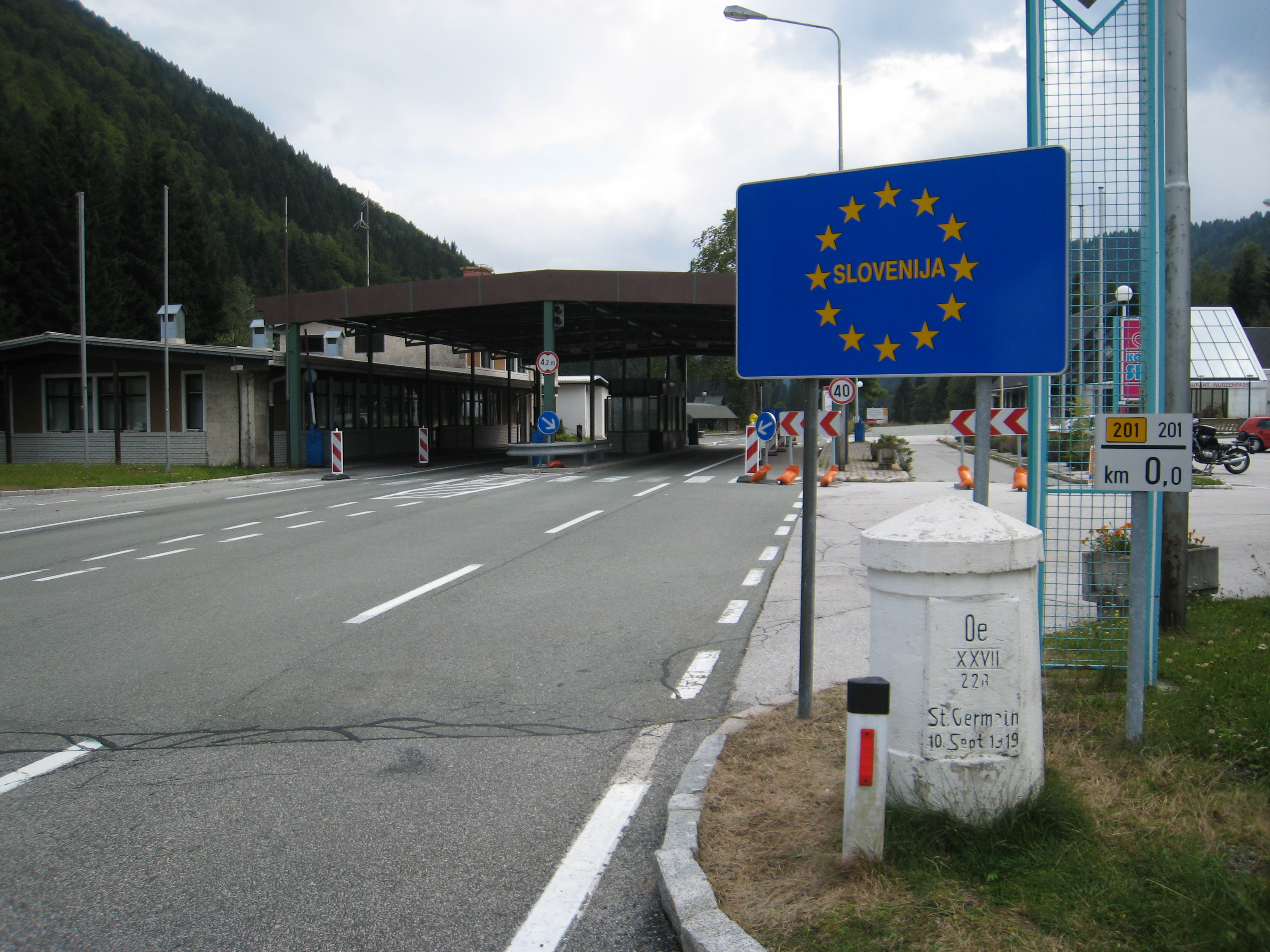
Granica na przełęczy